# Yang Yilin
Yang Yilin (kinesiska: 杨 伊琳), född den 26 augusti 1992 i Guangzhou, Kina, är en kinesisk gymnast.
Hon var med och tog OS-guld i lagmångkampen, OS-brons i den individuella mångkampen och OS-brons i barr i samband med de olympiska gymnastiktävlingarna 2008 i Peking.